# Прощай, зелень лета…
«Прощай, зелень лета…» — советский художественный фильм 1985 года, снятый режиссером Эльёром Ишмухамедовым на киностудии «Узбекфильм». Премьера фильма состоялась 25 октября 1985 года.

## Сюжет
Тимур Исмаилов и Ульфат, влюблённые со школьных лет, сбегают из Ташкента из-за неприязни отца Ульфат к Тимуру, который происходит из рабочей семьи. Они работают в геологической партии в горах, где Тимур узнаёт о своём будущем отцовстве. Братья Ульфат находят их и избивают Тимура. После госпитализации он обнаруживает, что Ульфат насильно выдали замуж за нелюбимого, и она уехала за границу.
Спустя несколько лет, благодаря протекции чиновника Рузиева, Тимур поступает в институт и по завершении учёбы поднимается по карьерной лестнице, становясь директором автосервиса. В процессе своей работы он изменяет своим моральным принципам. Друзья от него отворачиваются, а мать испытывает тревогу. Встреча с Ульфат помогает Тимуру осознать изменения в себе и своём окружении. Пытаясь разоблачить преступление, он вступает в конфликт с влиятельными людьми города и погибает.

## В ролях
- Фахраддин Манафов — Тимур Исмаилов (озвучил Владимир Антоник)
- Лариса Белогурова — Ульфат (озвучила Ольга Гаспарова)
- Уктам Лукманова — мать Тимура
- Ато Мухамеджанов — отец Ульфат
- Рустам Сагдуллаев — Рустам, авторемонтник
- Борислав Брондуков — дядя Саша, мастер (роль озвучил Игорь Ефимов)
- Артык Джаллыев — Артык Алиевич
- Шухрат Иргашев — Туркум Нурзиевич Рузаев, начальник отдела треста
- Фуркат Файзиев — Тимур Исмаилов в юности
- Отабек Мирзаев — Тимур Исмаилов в детстве
- Мариам Фархади — Ульфат в юности
- Фатима Фархади — Ульфат в детстве
- Татьяна Логинова — тётя Поля, жена дяди Саши
- Саида Бородина — мать Тимура, в молодости
- Лика Кавжарадзе — актриса, соседка
- Мурад Раджабов — сосед
- Машраб Кимсанов — офицер, ухажёр актрисы
- Муллабек Мирзабеков — эпизод
- Махамадали Мухамадиев — сосед
- Михаил Каминский — дядя Изя
- Мукамбар Рахимова — соседка
- Рустам Уразаев — сын Артыка Алиевича
- Матякуб Матчанов — брат Ульфат
- А. Кадыров — брат Ульфат
- Аброр Турсунов — авторемонтник
- Садриддин Зиямухамедов — эпизод
- А. Абдукаримов — эпизод
- Джаксылык Давлетов — эпизод
- Мирзабек Холмедов — авторемонтник
- Г. Барг — эпизод
- Фарида Муминова — сестра Ульфат
- Бахтияр Закиров — эпизод
- М. Бахрамходжаев — эпизод
- Тахир Нармухамедов — эпизод
- Рано Хамрокулова — эпизод
- Виталий Леонов — геодезист
- Шариф Кабулов — эпизод
- Н. Туляганов — эпизод
- Максуд Атабаев — эпизод
- Ахмаджон Унарбаев — эпизод
- Айбарчин Бакирова — жена Тимура
- Ф. Разыкова — эпизод
- Якуб Ахмедов — секретарь парткома
- Константин Бутаев — сосед
- Хоммат Муллык — коррумпированный чиновник
- Мелис Абзалов — обманутый клиент
- Ровшан Агзамов — авторемонтник
- Раджаб Адашев — директор авторемонтной мастерской
- Фархад Аминов — авторемонтник
- Тариэль Касимов — Абдулла Магрупов, мастер-приёмщик
- Рано Кубаева — эпизод
- Зухритдин Режаметов — молодой врач
- Джавлон Хамраев — официант в поезде
- Рано Хамраева — эпизод
- Хусан Шарипов — коррумпированный чиновник
- Рафик Юсупов — эпизод

## Съёмочная группа
- Режиссёр — Эльёр Ишмухамедов
- Сценаристы — Джасур Исхаков, Эльёр Ишмухамедов
- Оператор — Юрий Любшин
- Композитор — Эдуард Артемьев
- Художник — Игорь Гуленко

## Критика
Рецензент журнала «Советский экран» Анна Кагарлицкая отмечала «атмосферу, прозрачный, щемящий лиризм первых кадров фильма», которые, по её мнению, таят в себе «радость узнавания мира, который воссоздал некогда на экране молодой узбекский режиссёр». Кагарлицкая писала: «В картине показаны вехи на пути к этому финалу: визитная карточка, полученная от некоего всемогущего клиента — с помощью этой карточки скоропалительное „без проблем“ зачисление на вечернее отделение института, потом внезапное повышение директором крупного „Автосервиса“».
Писательница Лилия Беляева («Советская культура») написала, что фильм режиссёра Эльёра Ишмухамедова по сценарию, написанному вместе с Джасуром Исхаковым «„выкован“ достаточно грубо, словно бы наспех». При том, она оценила персонажа Тимура в исполнении Фахраддина Манафова как «примечательную своей „непримечательностью“ и внешности, и желаний, и поступков».

## Награды
- Всесоюзный кинофестиваль в Алма-Ате (1986) — главный приз
- Международный кинофестиваль в Дели (1987) — «Золотой павлин»

За операторскую работу Юрию Любшину присуждена Государственная премия Узбекской ССР имени Хамзы (1986).